# Nesogonia blackburni
Nesogonia blackburni es la única especie del género monotípico Nesogonia, en la familia Libellulidae.

## Distribucióɲ
Es endémica de las islas Hawái y se ha reportado en las seis islas principales.